# Björn Wahlroos
Björn Arne Christer Wahlroos, med smeknamnet "Nalle"; född 10 oktober 1952 i Helsingfors,
är en finlandssvensk finansman och investerare. Han var VD för Sampo Group åren 2001–2009 och kvarstår som koncernens styrelseordförande. Wahlroos var styrelseordförande för Nordea 2011–2019 och betraktas som en av Nordens mäktigaste företagsledare.

## Biografi

### Ungdomsår och studier
Wahlroos är född och uppväxt i Helsingfors.
I sina tonår och fram till 1973 var han en övertygad minoritetskommunist och deltog bland annat i ockupationen av Gamla studenthuset i Helsingfors år 1968. Under tonåren gjorde han sig känd som ”stalinistisk superkommunist” enligt skolkamraten Mosander.  Under sin studietid vid Svenska handelshögskolan och ett utbytesår i USA växlade han däremot om. Han blev diplomekonom (lägre högskoleexamen) 1974 och ekonomie kandidat (högre högskole-examen) 1975. Efter avlagd doktorsexamen i nationalekonomi 1979 tjänstgjorde han som professor i samma ämne fram till 1985 då han övergick i näringslivets tjänst. Sina tankar om samhälls- och företagsledning har han sammanfattat i boken Marknader och demokrati (översättning Jim Jakobsson och Gunnar Sandin, Bokförlaget Atlantis 2012).

### Karriär
Åren 1985–1992 arbetade Wahlroos med olika ledande uppgifter inom Föreningsbanken i Finland. Därefter fungerade han som VD för Mandatum fram till fusionen med Sampo 2001 då han utnämndes till koncernens verkställande direktör.
Björn Wahlroos var en av nyckelfigurerna när den finländska bank- och företagsvärlden omorganiserades under den ekonomiska depressionen i Finland i början av 1990-talet. Han var bland annat aktiv i försäljandet av börsbolaget Tampella och i bankfusioner.
Wahlroos är även styrelseordförande för träindustrijätten UPM. Enligt en undersökning gjord på uppdrag av dagstidningen Helsingin Sanomat i maj 2009 är det Wahlroos som har den mesta makten i finländska börsbolag.
Undersökningen baserade sig på styrelseplatser och bolagens marknadsvärde.
Björn Wahlroos är medlem av finländska Svenska folkpartiet och sedan 2008 ordförande för dess näringslivsdelegation. I sin ungdom var han marxist.
År 2015 skrev han boken "De 10 sämsta ekonomiska teorierna från Keynes till Piketty".

## Fiktion
Björn Wahlroos färgstarka personlighet har inspirerat till en del fiktiva verk. Timo Harakka och Antti Karumo skrev en teaterpjäs vid namn Kungen, som hade premiär våren 2013, den utspelas på Björn Wahlroos herrgård i Åminne. Johan Franzén har skrivit romanen Operation Ikaros,

publicerad sommaren 2013, där den andra huvudpersonen Walter Björnroos i stort bygger på Björn Wahlroos offentliga profil.

## Familj och personligt
Björn Wahlroos gifte sig 1977. Han har en dotter och en son. Sonen Thomas Wahlroos är välkänd i de europeiska professionella pokerkretsarna och har vunnit nästan 1,5 miljoner dollar på turneringspoker.
 Björn Wahlroos bor i en våning i centrala Helsingfors, på Åminne herrgård utanför Salo i sydvästra Finland, som han äger sedan 2000,

och i ett hus i Frankrike. Sedan december 2013 är han, förutom i Salo, även folkbokförd i Sverige.

I Finlands försvarsmakt innehar Wahlroos officersgraden major i reserverna. Intervjuer ger han mycket sällan. Han var värd för Sommar i P1 i Sveriges Radio 12 augusti 2014.
Hösten 2021 utgav Wahlroos första delen av sina memoarer: Från barrikaderna till bankvärlden: Ett slags dagböcker 1952–1992. Boken utkom samtidigt på svenska och på finska.

## Utmärkelser
- Militärens förtjänstmedalj,  4 juni 2003[2]
- Kommendörstecknet av Finlands Vita Ros’ orden,  6 december 2003[3]
- Kommendör av 1. klass av Nordstjärneorden,  2007[4]
- Storkorset av Finlands Lejons orden,  6 december 2022[5]

[Redigera Wikidata]

### Webbkällor
- Björn Wahlroos CV (pdf) (engelska)